# Engelhardia danumensis
Engelhardia danumensis är en valnötsväxtart som beskrevs av E.J.F. Campbell Gasis. Engelhardia danumensis ingår i släktet Engelhardia och familjen valnötsväxter. Inga underarter finns listade i Catalogue of Life.